# Paracis alternans
Paracis alternans är en korallart som först beskrevs av Thomson och Russell 1910.  Paracis alternans ingår i släktet Paracis och familjen Plexauridae. Inga underarter finns listade i Catalogue of Life.